# Nachthorn
Nachthorn – orgonaregiszter; a fuvolák családjába tartozó orgonaregiszter. Francia megfelelője a „Cor de nuit”, a magyar nyelv „Éjikürt” néven ismeri. Ez a regiszter a barokk kor óta van jelen a diszpozíciókban – pl. a bécsi Michaelkirche orgonája. A francia és német romantika is alkalmazta aztán a regisztert a romantika kori diszpozíciókban. Szinte kizárólag 8’, 4’, 2’ és 1’ magasságban készül, a "Rauschpfeife" és a "Rauschquint" regiszterben kevertként is előfordul. Építőanyaga ón vagy vörösréz, jellege nyitott, alakja cilindrikus, hangja jól keveredik és olvad más regiszterekkel, átható.